# Telaga Tawang
Telaga Tawang is een bestuurslaag in het regentschap Karangasem van de provincie Bali, Indonesië. Telaga Tawang telt 2624 inwoners (volkstelling 2010).